# 湿地蒿
湿地蒿（学名：Artemisia tournefortiana）是菊科蒿属的植物。分布在蒙古、巴基斯坦、俄罗斯、克什米尔、伊朗、阿富汗以及中国大陆的西藏、新疆等地，生长于海拔800米至1,500米的地区，多生在疏林下、缓坡地、田野、屋旁、山谷、其他半干旱、滩地或半湿润处，目前尚未由人工引种栽培。